# 藤堂長徳
藤堂 長徳（とうどう ながのり、文化8年3月8日（1811年4月30日） - 元治元年6月9日（1864年7月12日））は、津藩士名張藤堂家（藤堂宮内家）第9代。伊賀国名張1万5000石の領主。
父は宮内家第8代・長教。母は津藩第9代藩主・高嶷の娘・湧。正室は真教院（願泉寺 (貝塚市)）10代住職・卜半了真の娘好子。。子は藤堂長親、久居藩第16代藩主・藤堂高邦、藤堂高美室・都留子、藤堂出雲室・鏗（後に離縁）、藤堂靱負長規室・枝子、婿養子に高美。通称は豊後、宮内。画号は華仙。

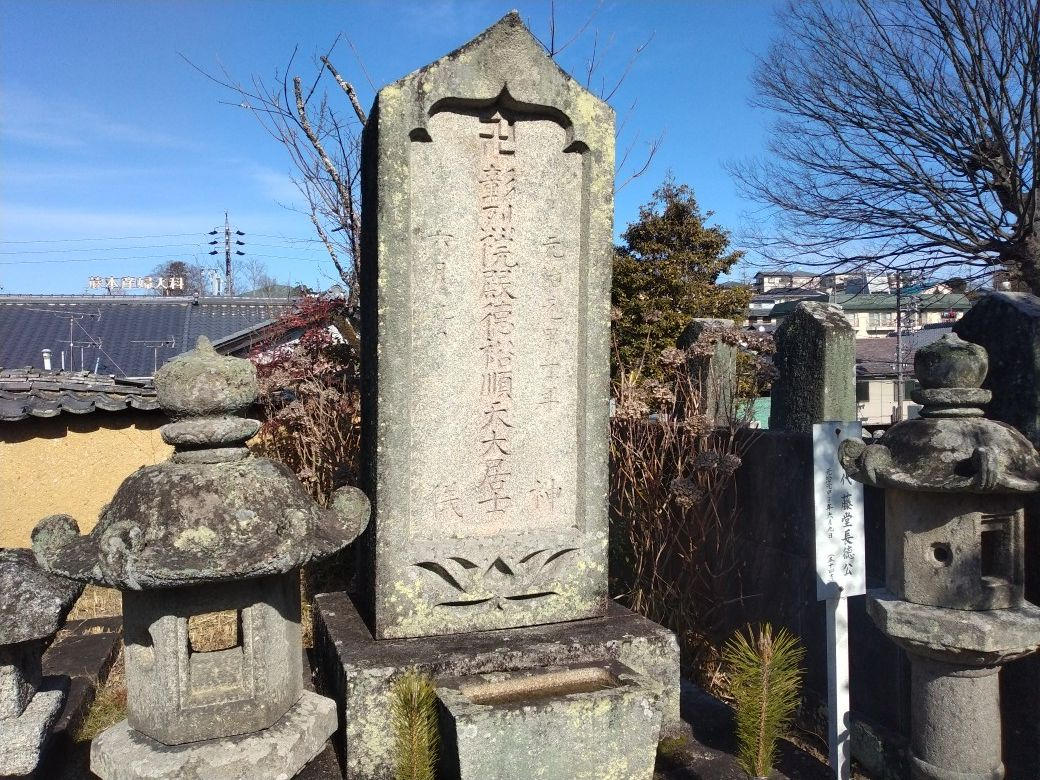
藤堂長徳の墓(名張市徳蓮院)

文化8年（1811年）3月8日、藤堂長教の嫡男として生まれる。文政13年（1830年）、長教の死去により名張藤堂家の家督を相続し、名張1万5000石の領主となる。第5代・長熙の独立立藩騒動（享保騒動）で疎隔を生じていた藩主家との関係は、長徳が9代藩主・高嶷の外孫である血縁関係もあって改善された。天保初年に、郷校訓蒙寮を創設して学問を奨励した。元治元年（1864年）6月9日没。享年54。墓所は名張市徳蓮院。長男の長親は早世し、次男の長邦は久居藩主藤堂高聴の婿養子となって跡を相続したため、長女都留子の婿養子として高美を迎えた。